# Аборты в Турции
Аборт в Турции является легальным до 10-й недели после зачатия. Он может быть также проведён, если существует угроза жизни женщины или жизни плода. В течение десяти недель аборт допускается по следующим причинам: беременность угрожает психическому и/или физическому здоровью женщины; у плода будут физические или психические нарушения; если зачатие произойдёт в результате изнасилования или инцеста, а также по экономическим или социальным причинам. Согласие женщины требуется. Если женщине не исполнилось 18 лет, требуется согласие родителей. Если женщина замужем, также требуется согласие мужа. Одинокие женщины старше 18 лет могут самостоятельно выбирать аборт. 
Хотя Турция имеет национализированную систему здравоохранения и относительно либеральные законы об абортах, «услуги абортов и связанные с ними процедуры ограничены акушерами» и «отсутствие акушеров, особенно в сельских районах, ограничивает доступ женщин к услугам безопасного аборта». Абортные пациенты жалуются на ограниченность информации, предоставляемой им до прохождения процедуры. Только 8% женщин, проходящих процедуру, были проинформированы о немедленном возврате к рождаемости, 9% сообщили об опасности заражения, только 56% сказали, что делать, если они испытывают какие-либо проблемы после аборта. Тем не менее, экзамен для женщин, пришедших на аборт, почти всегда включал в себя получение даты последнего менструального периода (72%), а также тазового обследования (81%). Опросы общественного мнения показали, что женщины в Турции по-прежнему считали, что им нужна дополнительная информация о процедуре, особенно тем, кто делает это в первый раз. «Многие пациенты с абортом ожидали боли, но не в той степени, в которой они чувствовали себя после процедуры», и примерно половина пациентов с абортом не получала никаких лекарств от боли во время процедуры. Менее половины (44%) пациентов с абортом было рассказано, что делать, если они испытывают какие-либо проблемы после аборта.
Несмотря на проблемы, понимание и просвещение по поводу абортов улучшилось, и процедура стала более безопасной с момента её легализации в 1983 году. Легализация последовала за периодом высокого уровня смертности среди беременных женщин, ищущих небезопасные аборты из-за отсутствия доступа к легальным, профессиональным процедурам.

## История
В 1983 году аборты были легализованы в Турции. В прошлом аборты происходили втайне и обычно делались вредоносными и небезопасными способами. Наконец, в 1983 году Турция решила легализовать аборты, по примеру Туниса, в течение первого триместра независимо от того, с какими обстоятельствами сталкивается мать. Из всех стран ближневосточного региона Турция и Тунис являются единственными двумя странами в этом регионе, которые допускают аборты при любых обстоятельствах в течение первого триместра. Остальные страны Ближнего Востока допускают аборты, если это влияет на здоровье женщины.
Поскольку аборты проводились втайне, для этого использовались небезопасные способы. Аборт был одной из основных причин смерти женщин в это время. Статистика показывает, что смертность женщин, вызванная вредоносными методами абортов, в 1950-х годах составляла 50%. Кроме того, в 1974 году на каждые 100 000 родов приходилось 208 материнских смертей. 

## Протесты
В 2012 году тысячи людей вышли в знак протеста против закона о борьбе с абортом, который предлагал тогдашний премьер-министр Реджеп Тайип Эрдоган. В общей сложности около 3000-4000 протестующих вышли, чтобы изложить своё мнение и выступить против решения Эрдогана. Его решение разозлило многих после двух выступлений против абортов и кесарева сечения, вызвавших протест. Протест включал женщин всех возрастов, и они держали баннеры, содержащие такие фразы как «Моё тело, мой выбор» и «Я женщина, а не мать, не трогайте моё тело».

## Проблемы с государственными больницами
Благодаря легализации абортов число материнских смертей составляет всего 2%, а не 50% как в 1950-х годах. Кроме того, в 2013 году число материнских смертей сократилось до «20 смертей матерей на каждые 100 000 родов», в отличие от 208 в 1974 году. Хотя это легально, и аборты являются законными, тем не менее, трудно бывает добиться неотложного прекращения беременности в государственных больницах. Показано, что «только три из тридцати семи государственных больниц в стране» допускают немедленные аборты. В 2012 году был принят закон, согласно которому врачи имели право отказаться от выполнения абортов, если об этом говорит их совесть, и это может сделать периоды ожидания обязательными. Закон не прошёл, но влияние и идея его заставили медицинских работников принять его де-факто. Они затрудняют получение этими женщинами абортов. Некоторые больницы создали политику информирования отцов о беременности своих дочерей. Есть также некоторые, которые не разрешают услуги по абортам, если женщина не замужем, или срок её беременности превышает шесть недель, хотя закон разрешает аборты независимо от обстоятельств вплоть до десятой недели беременности. 